# Pætur Jákupsson
Pætur Jákupsson war 1588 bis 1601 Løgmaður der Färöer.
Pætur kam aus Suðuroy, wo er Pächter von Gjørðagarður in Porkeri war. Er hatte auch Land in Froðba, und er war vor allem auch Pächter des berühmten Königsbauernhofs Kirkjubøargarður in Kirkjubøur. Er war der letzte färöische Besitzer des wertvollen Kongsbók, der Urschrift des Schafsbriefs von 1298. Das Buch gelangte dann auf unklare Weise nach Schweden und wurde den Färöern 1989 feierlich zurückgegeben. Neben dem Schafsbrief enthält es auch eine Abschrift des norwegischen Gulatingslóg und weitere Dokumente. Offensichtlich wurde das Buch seit Sjúrður von Løgmaður zu Løgmaður weitergegeben und bildete deren Handlungsgrundlage.